# Buamu jezik
Buamu jezik (bouamou, bwamu, istočni bobo oule, istočni bobo wule, crveni bobo; ISO 639-3: box), nigersko-kongoanski jezik skupine gur, jedan je od četiri jezika podskupine Bwamu, kojim govori 186 000 ljudi (2000) u provincijama Kossi, Mouhoun, Tuy, Banwa i Les Balés u Burkini Faso.
Pripadnici etničke grupe sebe zovu ‘Bwa’ (‘Bwaba’ u pluralu). U upotrebi su i jula [dyu] ili francuski [fra].

## Vanjske poveznice
- Ethnologue (14th)
- Ethnologue (15th)